# Толарик (станция метро)
Толарик (узб. Tolariq) — станция Ташкентского метрополитена.
Открыта для пассажиров 25 апреля 2023 года в составе второго участка Линии Тридцатилетия независимости Узбекистана: «Куйлюк» — «Курувчилар».
Расположена между станциями «Киёт» и «Хонобод».

## История
Проектное название — «Аэропорт». Некоторое время после открытия станция носила временное название «10-бекат» (узб. 10-bekat). 9 августа 2023 года, после опросов жителей города, станция официально получило название «Толарик».

## Характеристика
Станция: надземного типа с островной платформой. С западной стороны оборудована лифтом для маломобильных пассажиров. С восточной стороны в основном вестибюле установлен 3-ленточный эскалатор.